# اکارت فیوگ

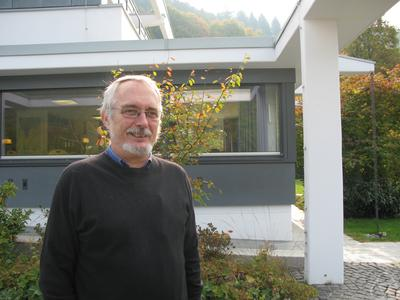
تصویر اکارت فیوگ

اکارت فیوگ (به آلمانی: Eckart Viehweg) (زاده ۳۰ دسامبر ۱۹۴۸ در تسویکاو - درگذشته ۳۰ ژانویه ۲۰۱۰ در اسن) ریاضیدان اهل آلمان بود. او در زمینه هندسه جبری در دانشگاه دیوزبورگ-اسن در شهر اسن فعالیت می‌کرد. مدرک دکترا را در سال ۱۹۷۵ با سرپرستی هربرت پوپ از دانشگاه مانهایم دریافت کرد؛ و از سال ۱۹۷۵ تا ۱۹۸۰ در دانشگاه مانهایم مشغول پژوهش بود. از ۱۹۸۲ تا ۱۹۸۴ دارای عضویت هایزنبرگ بود. از سال ۱۹۸۴ تا زمان مرگش در سال ۲۰۱۰ استاد دانشگاه اسن بود. در سال ۱۹۸۶ به عنوان سخنران مدعو در کنگره جهانی ریاضیدانان در برکلی سخنرانی کرد. در سال ۲۰۰۳ او به همراه همسرش هلن انول که او هم ریاضیدان است جایزه لایبنیتس را دریافت کردند. او همچنین از سال ۱۹۹۶ تا ۲۰۰۹ از ناشران مجله «ریاضیات محض و کاربردی» بود. از مهمترین مفاهیم ریاضی‌ای که به نام او است قضیه صفر شدن کاواماتا-فیوگ را می‌توان نام برد.